# 赤道
赤道（せきどう、英語: Equator、スペイン語: Ecuador、ポルトガル語: Equador）とは、自転する天体の重心を通り、天体の自転軸に垂直な平面が天体表面を切断する理論上の線である。緯度の基準の1つであり、緯度0度を示す。緯線の中で唯一の大円である。天体の赤道より北を北半球、南を南半球と言う。また、天文学では赤道が作る面（赤道面）と天球が交わってできる円のことを赤道（天の赤道）と呼ぶ。天の赤道は恒星や惑星の天球上の位置（赤緯、赤経）を決める基準にされる。
以下、特に断らない限り地球の赤道について述べる。

## 概要

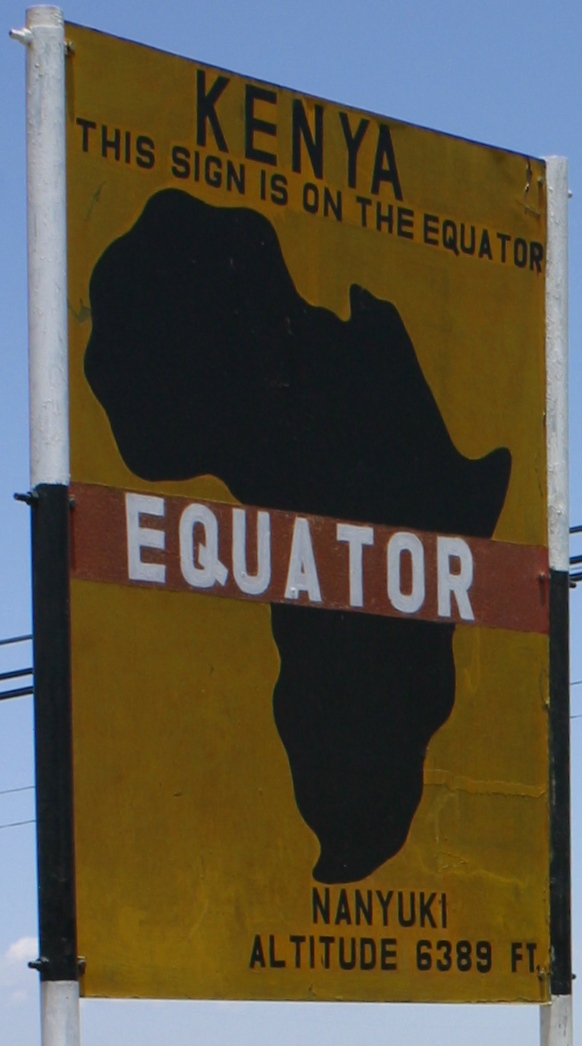
ケニア中央のライキピア県ナニュキ近くに立つ、赤道を示す標識。

「赤道」という言葉は、古代中国の天文学において、太陽が真上を通るとされる地点を天球図で表現する際に、赤い線を用いたことが由来である。
英語他の欧州言語においては、天体の回転対称な中心線はその表面上に想定される大円であることから、中世ラテン語での circulus aequator diei et noctis（昼と夜を均等にする円）から aequator に由来する。ラテン語 aequare（均等にする）からの言葉である。
地球の赤道の全周長は約40,075 km。春分と秋分の年2回、太陽が真上に来る。
赤道上は世界で唯一、太陽が天頂から天底までまっすぐに沈む場所である。そしてそのような場所は理論上、昼の長さと夜の長さが、共に1年を通じて12時間である。しかし実際は大気が太陽光を屈折させるので、2、3分のずれが出る。
かなり厳密に言うと、赤道は理論通りの位置にきっちり固定されているわけではない。実際の赤道面は常に必ず地球の自転軸に垂直をなしているものである。自転軸は、“比較的”安定であるが、極運動という現象によって、自転軸は1年かけて半径約9メートルの円を描く。このため、赤道面も赤道も、僅かながら動く。しかし、この移動は繊細な科学調査にのみ関係する程度の、わずかな移動である。
地球で最も気温の高い地域を熱赤道と言う。熱赤道は公転軸に対して地軸が傾いているため移動し、この結果、季節が生ずる。北半球が冬の時期は赤道付近にあるものの、夏になると北緯20度付近にまで移動する。
航海中に赤道を通過する際には「赤道祭」（せきどうさい）と呼ばれる祭りが船上で行われる。

## 赤道と気候
赤道上は年間を通じた日射量（面積あたりの日射量）が最も大きい。そのため温暖で、強い上昇気流を生じている。この上昇気流のため低気圧地帯（熱帯収束帯）を生じ、雨量の豊富な熱帯の気候を形成している。
また、赤道付近の上昇気流は激しい渦巻き気流を伴った熱帯低気圧となり、台風やサイクロン、ハリケーンなどとして、赤道から南北へと波及することがある。

## ロケットの打ち上げとの関係
赤道の近くは宇宙機を東向きに打上げるロケットの射場に向いている。また、静止軌道は赤道の直上にある。赤道は地球の自転によって地上で一番速く東向きに動いており、東向きに打ち上げる場合には、自転速度を利用することによって（地球から宇宙へ投げる形になる）、静止軌道に投入する静止衛星の打ち上げ燃料が節約できる。赤道に近い位置に射場を建設した例として、フランス領ギアナのギアナ宇宙センター（北緯5度3分）や鹿児島県の種子島宇宙センター（北緯30度24分、計画当時日本の最南端に近かった。）等が挙げられる。
比較的高い軌道で、かつ大型の商業衛星の需要が多いため、高性能な商業ロケットの最適化対象である静止軌道の周辺、あるいは特に種別を問わず、衛星軌道への投入、地球重力圏の脱出といった場合には、赤道付近からの打ち上げに優位性がある。逆に、軌道傾斜角の大きな軌道に向けた打上げには優位性が薄い。偵察衛星や地球観測衛星に用いられる軌道傾斜角が90度より大きい太陽同期軌道や、赤道傾斜角の約23.4度ほど傾いた惑星の公転面に合わせる惑星間軌道への投入には、両極付近や中緯度の射場が適している。

## 通過する地域一覧
赤道は、本初子午線から東に向かって以下の場所を通っている。
| 地理座標                                             | 国土・領土・領海     | 備考 |
| ---------------------------------------------------- | -------------------- | --- |
| 北緯0度 東経0度 / 北緯0度 東経0度                    | 大西洋               | ギニア湾 |
| 北緯0度0分 東経6度31分 / 北緯0.000度 東経6.517度     | サントメ・プリンシペ | ロラス島 |
| 北緯0度0分 東経6度31分 / 北緯0.000度 東経6.517度     | 大西洋               | ギニア湾 |
| 北緯0度0分 東経9度21分 / 北緯0.000度 東経9.350度     | ガボン               | |
| 北緯0度0分 東経13度56分 / 北緯0.000度 東経13.933度   | コンゴ共和国         | マクアの町を通過 |
| 北緯0度0分 東経17度46分 / 北緯0.000度 東経17.767度   | コンゴ民主共和国     | ビュトンボの中心部の9 km南を通過                                                                                              |
| 北緯0度0分 東経29度43分 / 北緯0.000度 東経29.717度   | ウガンダ             | カンパラの中心部の32 km南を通過                                                                                               |
| 北緯0度0分 東経32度22分 / 北緯0.000度 東経32.367度   | ビクトリア湖         | ウガンダ領のいくつかの島を通過                                                                                                |
| 北緯0度0分 東経34度0分 / 北緯0.000度 東経34.000度    | ケニア               | キスムの中心部の6 km北を通過                                                                                                  |
| 北緯0度0分 東経41度0分 / 北緯0.000度 東経41.000度    | ソマリア             | |
| 北緯0度0分 東経42度53分 / 北緯0.000度 東経42.883度   | インド洋             | フヴァドゥ環礁とフヴァンムラ環礁の間を通過（ モルディブ）                                                                     |
| 北緯0度0分 東経98度12分 / 北緯0.000度 東経98.200度   | インドネシア         | バトゥ諸島、スマトラ島、リンガ諸島                                                                                            |
| 北緯0度0分 東経104度34分 / 北緯0.000度 東経104.567度 | カリマタ海峡         | |
| 北緯0度0分 東経109度9分 / 北緯0.000度 東経109.150度  | インドネシア         | カリマンタン島 (ボルネオ島)                                                                                                   |
| 北緯0度0分 東経117度30分 / 北緯0.000度 東経117.500度 | マカッサル海峡       | |
| 北緯0度0分 東経119度40分 / 北緯0.000度 東経119.667度 | インドネシア         | スラウェシ島 |
| 北緯0度0分 東経120度5分 / 北緯0.000度 東経120.083度  | トミニ湾             | |
| 北緯0度0分 東経124度0分 / 北緯0.000度 東経124.000度  | モルッカ海           | |
| 北緯0度0分 東経127度24分 / 北緯0.000度 東経127.400度 | インドネシア         | カヨア島、ハルマヘラ島 |
| 北緯0度0分 東経127度53分 / 北緯0.000度 東経127.883度 | ハルマヘラ海         | |
| 北緯0度0分 東経129度20分 / 北緯0.000度 東経129.333度 | インドネシア         | グベ島 |
| 北緯0度0分 東経129度21分 / 北緯0.000度 東経129.350度 | 太平洋               | ワイゲオ島（ インドネシア）の570m北を通過 アラヌカ（ キリバス）の13 km南を通過 ベーカー島（ 合衆国領有小離島）の21 km南を通過 |
| 北緯0度0分 西経91度35分 / 北緯0.000度 西経91.583度   | エクアドル           | イサベラ島（ガラパゴス諸島）                                                                                                  |
| 北緯0度0分 西経80度6分 / 北緯0.000度 西経80.100度    | エクアドル           | キトの24 km北を通過。「ミッター・デル・ムンド」の近くを通過。                                                                 |
| 北緯0度0分 西経75度32分 / 北緯0.000度 西経75.533度   | コロンビア           | ペルーとの国境の4.3 km北を通過                                                                                                |
| 北緯0度0分 西経70度3分 / 北緯0.000度 西経70.050度    | ブラジル             | アマゾナス州 ロライマ州 アマゾナス州 パラー州 アマパー州 パラー州 - アマゾン川河口の島を通過                                  |
| 北緯0度0分 西経49度20分 / 北緯0.000度 西経49.333度   | 大西洋               | |

### 通過する国

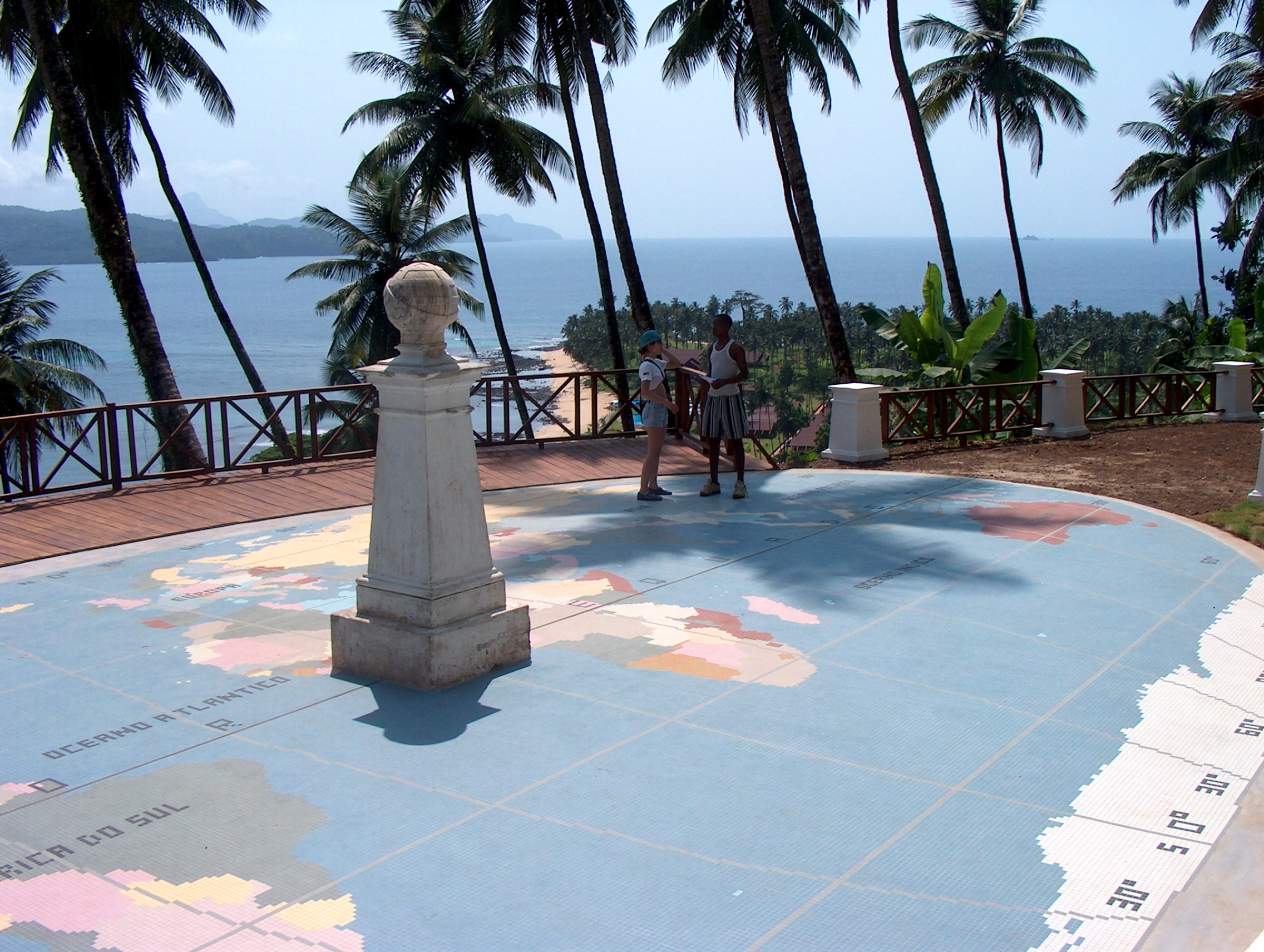
サントメ・プリンシペのロラス島にある、赤道を示すモニュメント。

以下の14か国は領土（領海）に赤道が通る。赤道直下の国とも表現する。首都が赤道から緯度1度未満の国は5か国あり、その中でエクアドルのキトが赤道に最も近く南緯0度19分（距離にして40 km未満）である。
- サントメ・プリンシペ
- ガボン
- コンゴ共和国
- コンゴ民主共和国
- ウガンダ
- ケニア
- ソマリア
- インドネシア
- エクアドル（スペイン語で「赤道」という意味）
- コロンビア
- ブラジル
- モルディブ
- キリバス
- アメリカ合衆国（合衆国領有小離島のジャーヴィス島が赤道のすぐ南にある）

赤道ギニアはその名前にもかかわらず赤道が通らないが、赤道を挟んでアンノボン島も領土である。
下記の国は、赤道が海上の国境となっている。
- ミクロネシア連邦（国境の南端）
- ナウル（国境の北端）

### 赤道に近い首都
赤道に近い首都を以下に一覧する（北緯・南緯とも2度以内）。緯度1度は60分で約111 kmである。 
| 首都           | 国                   | 緯度            | 標高      | 人口 (統計年)      |
| -------------- | -------------------- | --------------- | --------- | ------------------ |
| サントメ       | サントメ・プリンシペ | 北緯0度20分10秒 | 0137 m    | 6万7000 (2012年)   |
| リーブルヴィル | ガボン               | 北緯0度23分24秒 | 012 m     | 70万3904 (2013年)  |
| カンパラ       | ウガンダ             | 北緯0度18分49秒 | 1190 m    | 165万9600 (2011年) |
| ナイロビ       | ケニア               | 北緯1度17分     | 1661 m    | 313万8369 (2009年) |
| シンガポール   | シンガポール         | 北緯1度17分     | 015 m以下 | 561万2300 (2017年) |
| ヤレン         | ナウル               | 南緯0度32分51秒 | 025 m     | 747 (2011年)       |
| タラワ         | キリバス             | 北緯1度20分     | 03 m      | 5万6284 (2010年)   |
| キト           | エクアドル           | 南緯0度13分     | 2850 m    | 267万1191 (2014年) |